# 野蘑菇
野蘑菇（學名：Agaricus arvensis），俗稱草原黑蘑，是一種擔子菌門真菌，隸屬於伞菌属。這種真菌非常美味，呈白色，且與四孢蘑菇極相似。

## 分類
野蘑菇最早是由美國真菌學家雅各·克里斯琴·謝弗於1762年描述的，其學名即為現今的學名。其學名中的源自拉丁文，意思是「野外的」，代表這種真菌廣泛地分佈在野外。

## 描述

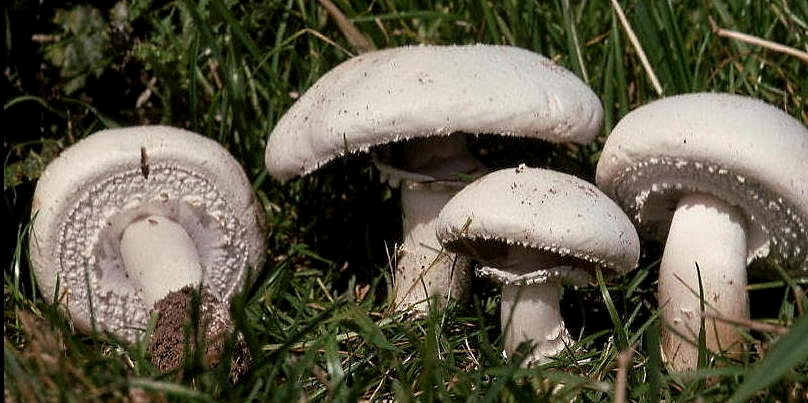
野蘑菇的菌環：「鈍齒輪」

野蘑菇的菌蓋直徑長8–20厘米，呈白色，但隨着年齡增加或在碰傷時會變成黃白色。呈卵圓狀，隨着年齡增加會變成凸面狀。其菌柄高8–10厘米，厚2–3厘米，與菌蓋的顏色相同，且—有著一個形狀類似於鈍齒輪，由雙層膜組成的菌環。其菌褶起初呈白色，隨着年齡增加會變成粉紅色，最終會變成褐色。其子實層是自由下垂的。其菌肉呈白色，在碰傷或切割後會變成黃白色，並有著近似茴香的氣味。其孢子印呈褐色或黑褐色。其擔孢子的大小為11–26 x 9–18微米。

### 類似物種
- 白杵蘑菇（Agaricus osecanus），很罕見，且無茴香。[7]
- 黄斑蘑菇（英语：Agaricus xanthodermus），表面有黄斑，且進食後會引起胃部不適。[8]
- 白林地菇（Agaricus silvicola），有著一個脆弱的菌環，但也可食用。[7]
- 四孢蘑菇（Agaricus campestris），通常比野蘑菇細小，菌褶在年輕時呈粉紅色，味道非常美味。[9]
- 双环蘑菇（英语：Agaricus bitorquis），在夏季和秋季更常見。[10]
- 双孢蘑菇（Agaricus bisporus），最常見的食用菌種之一，廣泛在世界各地栽培。[11]

## 分佈及生境
野蘑菇廣泛地分佈於北美洲、歐洲和西亞這種真菌經常在馬厩、草地等地方以仙環的方式出現，並會依附著雲杉生長。這種真菌通常在秋季期間出現，且有時候被發現與蕁麻一起生長。

## 可食性
野蘑菇是一種非常美味的蘑菇。這種真菌已被世界各地的人視為美食長達多個世紀，且現今仍然是常用的食材。但是，這種真菌和很多其他蘑菇的子實體都會生物累積重金屬，如鎘和銅。